# Wildfrauhausberg
Der Wildfrauhausberg ist ein flächenhaftes geologisches Naturdenkmal in der Gemarkung Klein-Bieberau der Gemeinde Modautal im südhessischen Landkreis Darmstadt-Dieburg.

## Lage
Der Wildfrauhausberg liegt im Naturraum Vorderer Odenwald, Neunkircher-Höh-Odenwald. Das Naturdenkmal befindet sich südlich von Klein-Bieberau nahe der nördlichen Gemarkungsgrenze von Lützelbach. Es umfasst eine Fläche von etwa 0,443 Hektar.

## Naturdenkmal
Die freiliegenden Felsgruppen am Wildfrauhausberg wurden bereits vor 1932 als Naturdenkmal geführt. Sie sind heute durch Verordnung vom 28. November 1955, veröffentlicht am 1. Dezember 1955 im Darmstädter Tagblatt, als geologisches Naturdenkmal „Wildfrauhausberg mit näherer Umgebung“ geschützt. Schutzgründe sind ihre besondere Schönheit und ihr bodenkundlicher Wert.
Der bewaldete Berghang zwischen Lützelbach und Klein-Bieberau ist seit 2008 ein Teil des Natura2000-Schutzgebiets „Buchenwälder des Vorderen Odenwaldes“ (FFH-Gebiet 6218-302).

## Beschreibung
Die markanten Biotit-Granitfelsen in der Flasergranitoidzone sind durch Frostverwitterung senkrecht und waagerecht in Blöcke zerteilt (Wollsackverwitterung). Zum Naturdenkmal gehören die Felsgruppen Wildfrauhaus, Lindenkopf und der Großherzog-Ernst-Ludwig-Stein. Letzterer wurde dem Großherzog von Hessen-Darmstadt Ernst Ludwig gewidmet und trägt die Inschrift: „Dem Schutzherrn des Odenwald-Klubs zum 25jährigen Regierungsjubiläum 14. März 1917“. Hangabwärts befindet sich eine Blockhalde, die volkstümlich auch als „Kleines Felsenmeer“ bezeichnet wird. Zwischen den Felsen wachsen Rotbuchen sowie einzelne Kiefern, Stieleichen und Hänge-Birken.

## Sage vom Wildfrauhaus
Um das „Wildefrauenhäuschen“ rankt sich eine Odenwälder Sage. Sie erzählt, dass in einer Höhle unter einem großen Felsen bei Lützelbach zwei Wilde Menschen, ein Wilder Mann und eine Wilde Frau gewohnt hatten. Sie sollen viele kranke Leute kuriert haben. Als der Mann gefangen wurde, rief ihm die Frau nach: „Sag Alles, sag Alles, nur nicht, wozu die Wilden Salben gut sind.“  (Mit Salbe ist hier die Heilpflanze Salbei gemeint).

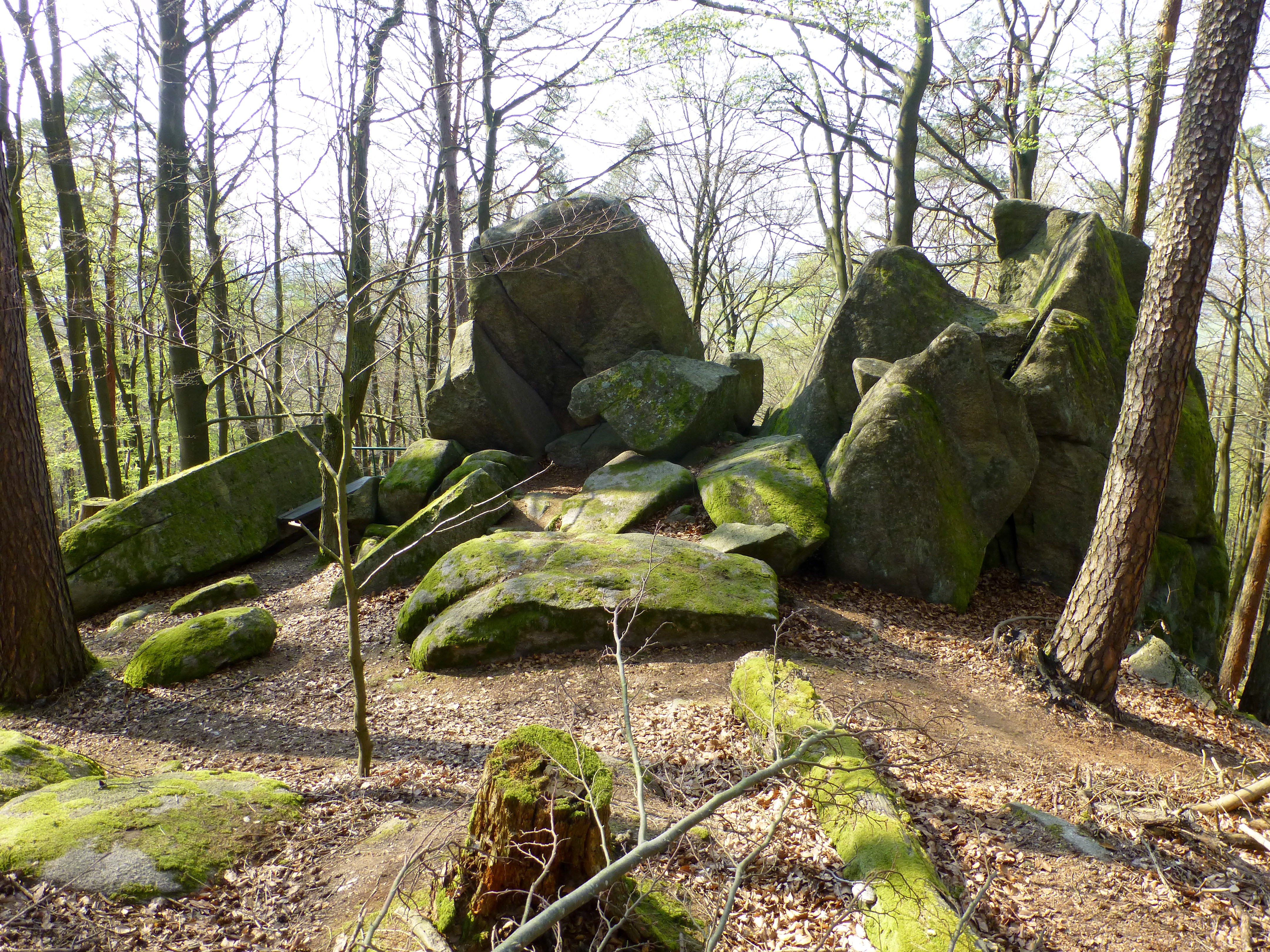
Felsgruppe Wildfrauhaus von Süden (2020)
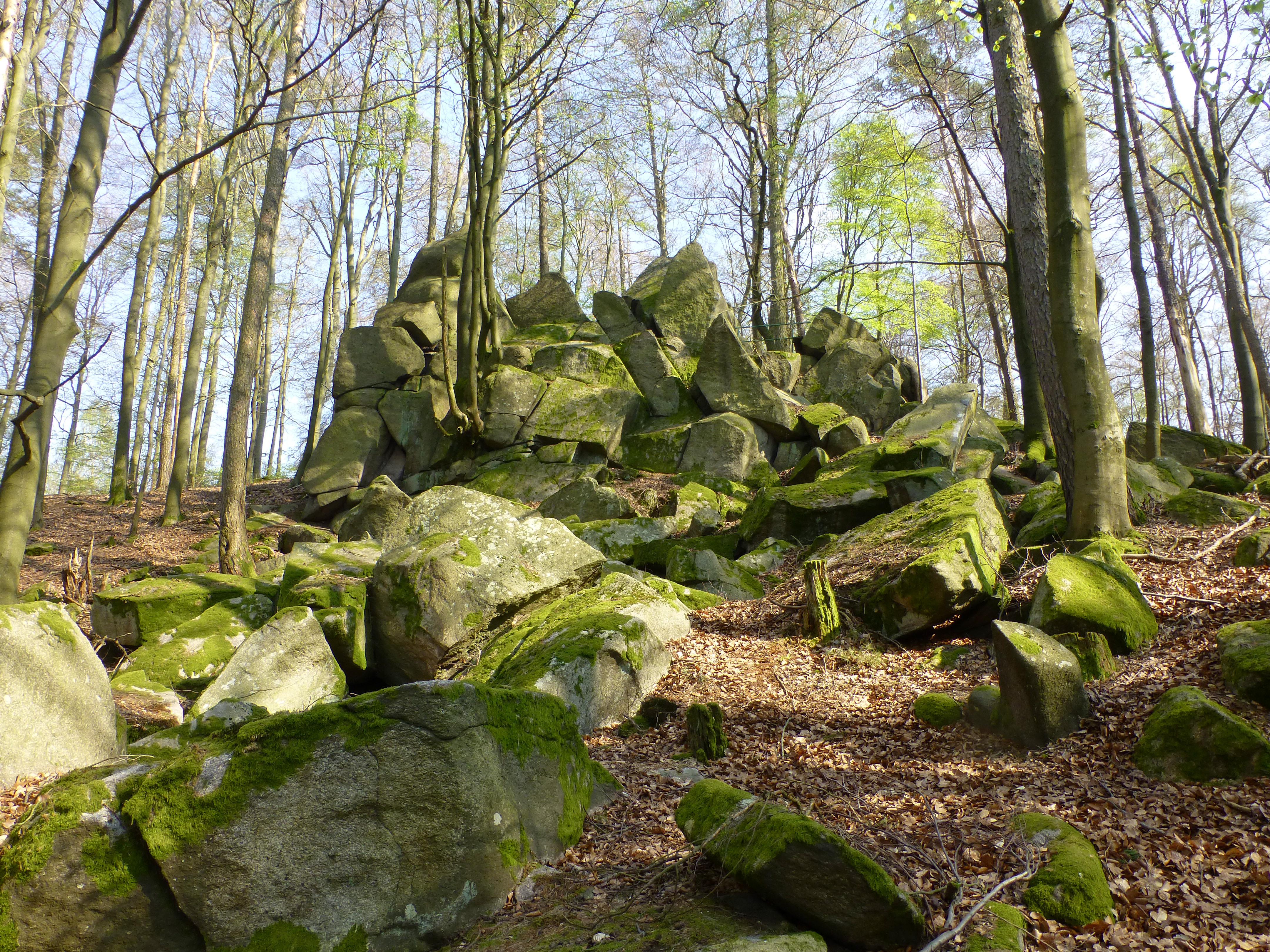
Wildfrauhaus hangaufwärts von Norden (2020)
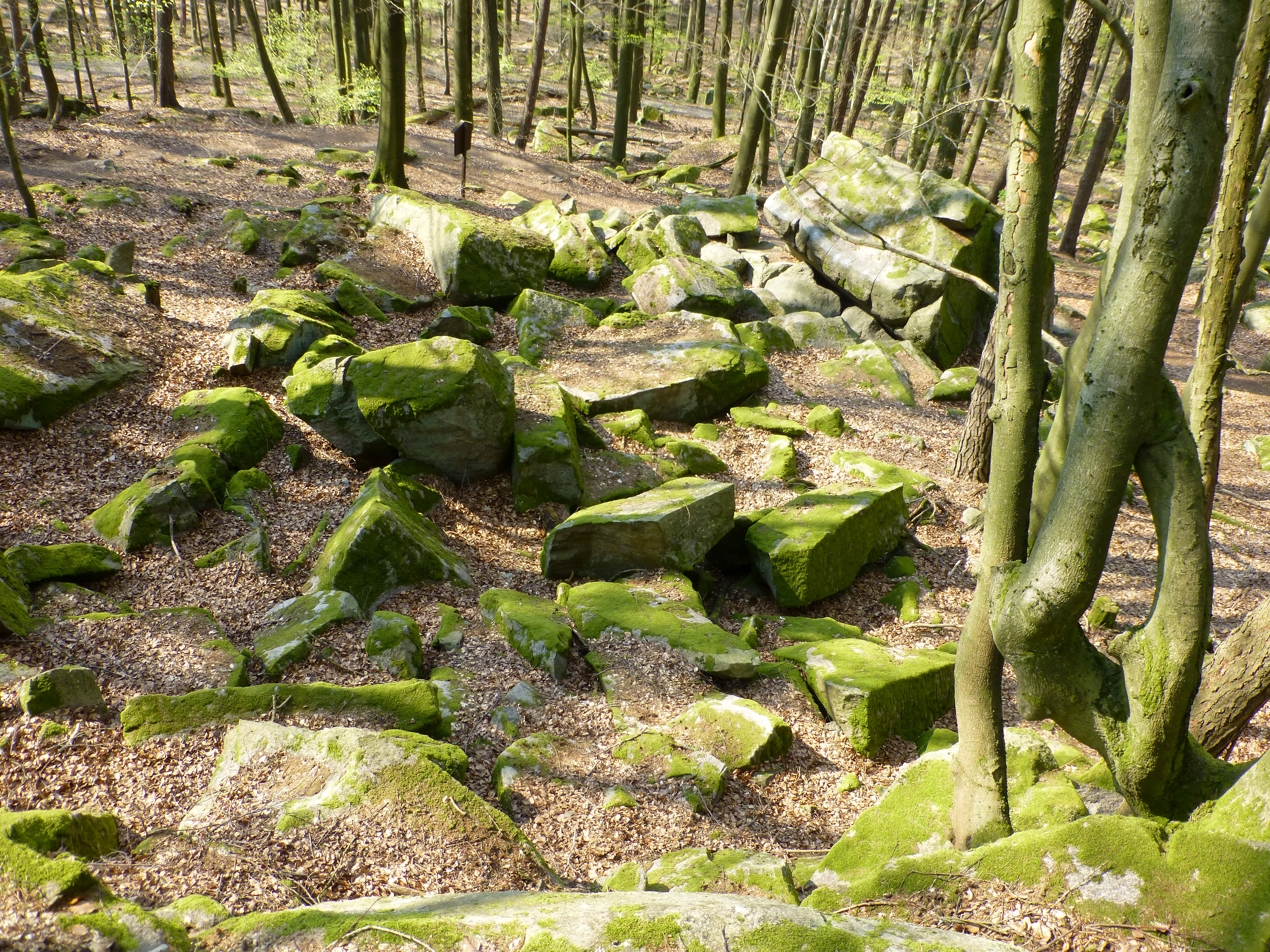
Blick vom Wildfrauhaus zum Großherzog-Ernst-Ludwig-Stein (2020)
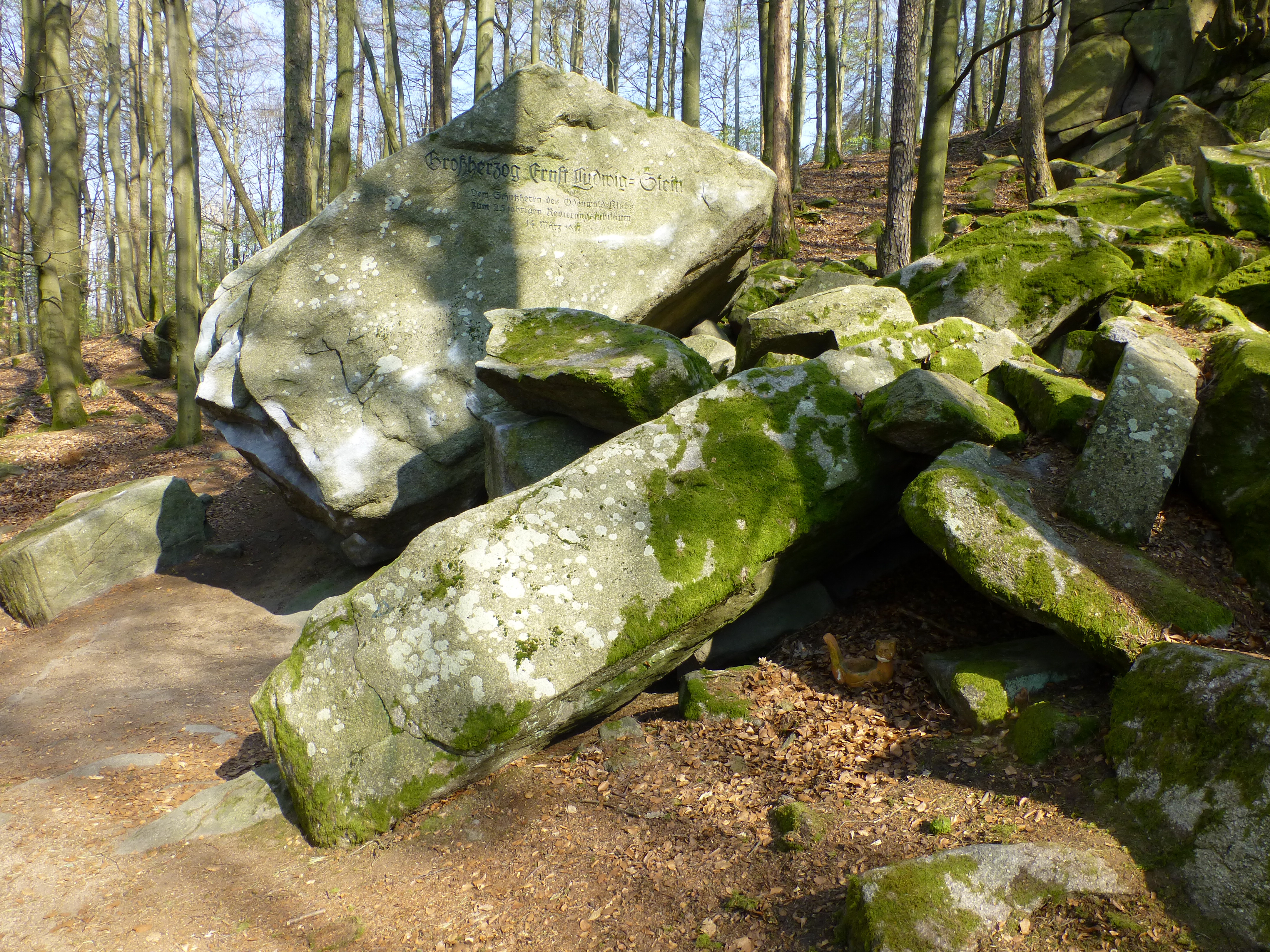
Großherzog-Ernst-Ludwig-Stein (2020)